# Chichoumeille
La chichoumeille (ou chichoumée ou encore chichoumé) est une spécialité culinaire languedocienne ressemblant à la bohémienne. C'est une préparation culinaire à base d'aubergines, d'oignons et de tomates, à l'image des ristes provençales ou bien de la ratatouille quand on y rajoute des courgettes.

## Étymologie
« Chauchimèia, donné comme forme principale ou centrale par Mistral, suivi par Ubaud (avec pour variantes secondaires chichimèia et chichomèia), signifie en premier lieu ripopée, salmigondis (Mistral) ; Cantalausa (originaire de Bédarieux [nord de l'Hérault] et ayant vécu longtemps dans l'Aveyron) ne donne que chichomèia, qu'il définit comme mescladissa de mangiscas o de vins, mélange grossier de nourriture ou de vins (sorte de “tambouille”, donc) ; J.-F. Brun, Glossari occitan-francés segon lo lengadocian idiomatic parlat et escrich a Montpelhièr, à l'entrée “Chichomèia”, donne le sens général et précise ratatouille (plat local). »

## Ingrédients
Ce mets nécessite des aubergines, de l'oignon, une gousse d'ail, des tomates, un bouquet garni, du sel, du poivre et de l'huile d’olive.

## Préparation
Elle est simple. Il suffit de « couper les aubergines en petites lanières, les faire sauter. Pendant ce temps couper les oignons et les tomates. Enlever les aubergines, faire fondre les oignons, quand ils sont transparents, mettre les tomates, rajouter les aubergines, les gousses d'ail et le thym. Laisser mijoter à feu doux. Quand ça a réduit et que tout est mélangé, c'est cuit ».

## Accord mets / vin
Ce mets, lorsqu'il est servi avec des vins, appelle un rosé comme un gaillac, un saint-saturnin, un marcillac, un vacqueyras ou un faugères.

## Variantes
Outre la ratatouille et la bohémienne, d’autres pays proches de la Méditerranée préparent aussi le même type de recette. Le plat catalan samfaina, le majorquin tombet sont d'autres versions du même plat. La version maltaise s’appelle kapunata ; très similaire à la recette française, elle accompagne les poissons grillés. Dans la cuisine italienne, elle se nomme peperonata si elle contient des poivrons ou la variante sicilienne appelée caponata, en espagnol pisto, en hongrois lecsó (en), en bulgare et roumain ghiveci, en grec briami, mais en incluant des pommes de terre.

## Photographies

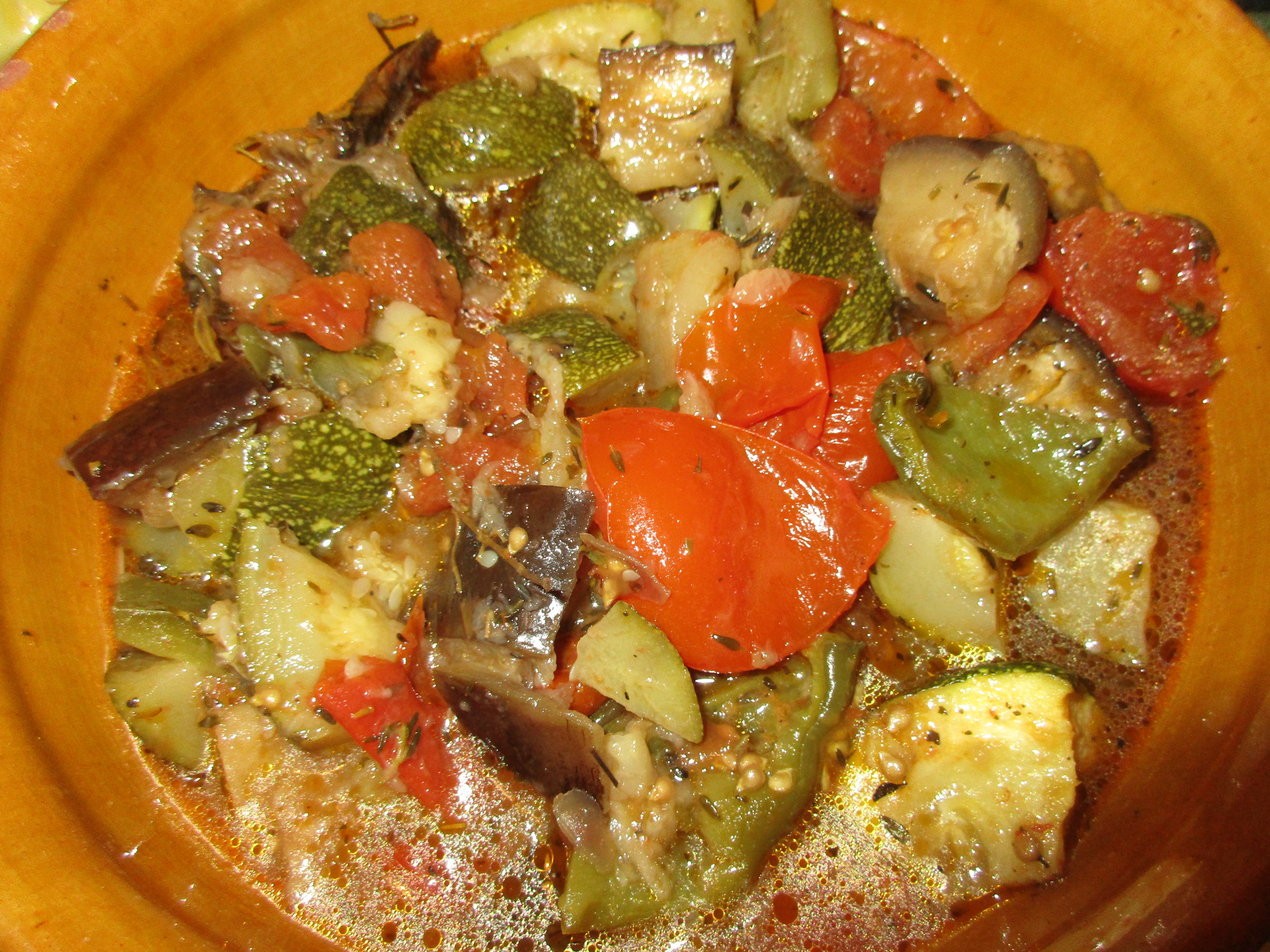
Tajine de chakchouka.
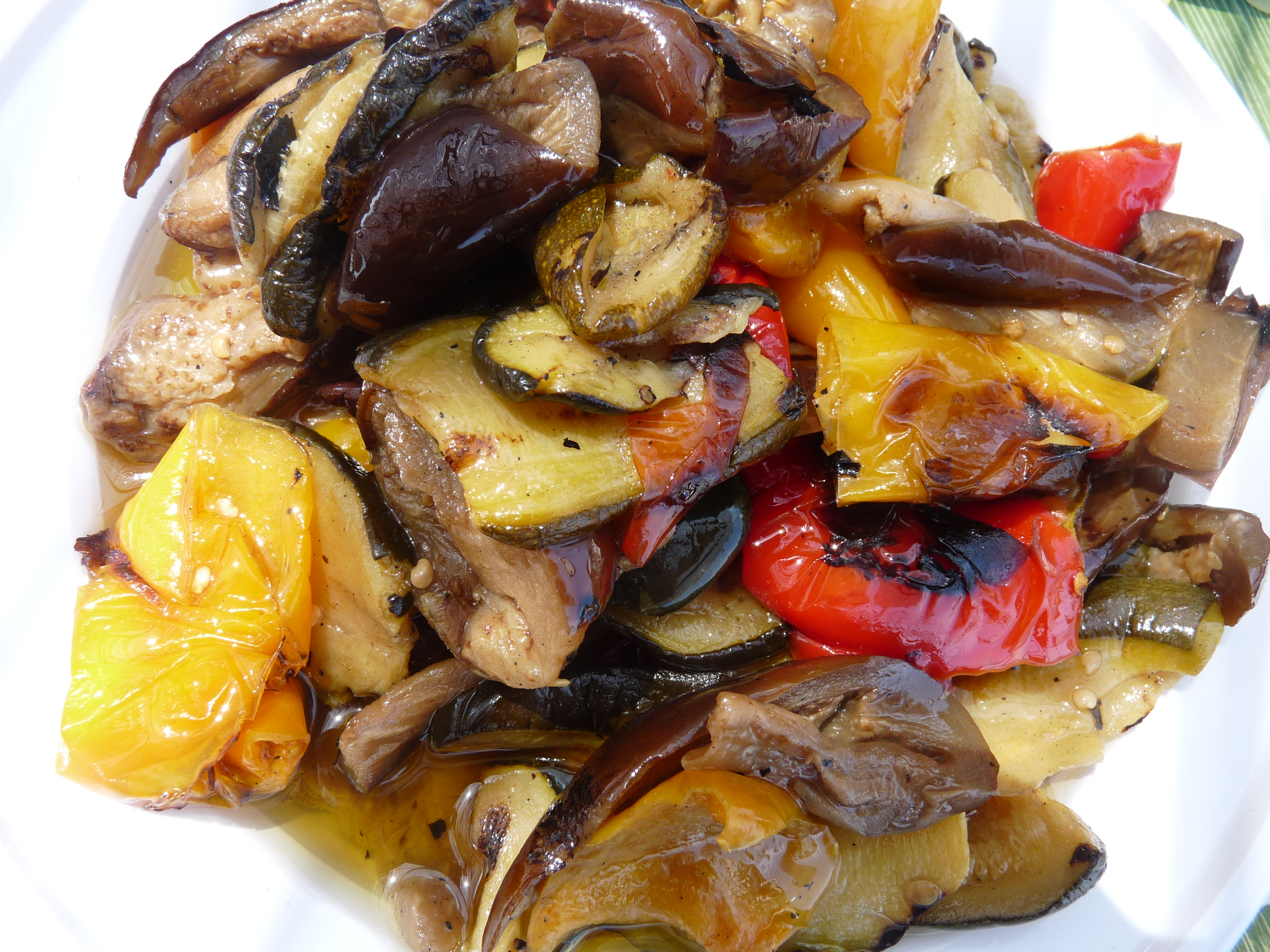
Caponata (Îles Éoliennes, Sicile).
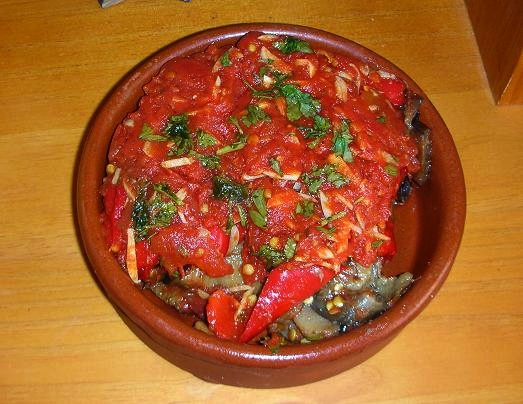
Tumbet.
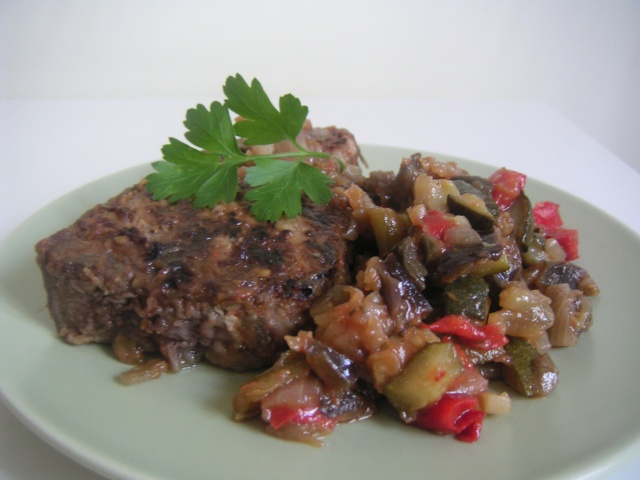
Samfaina et thon.
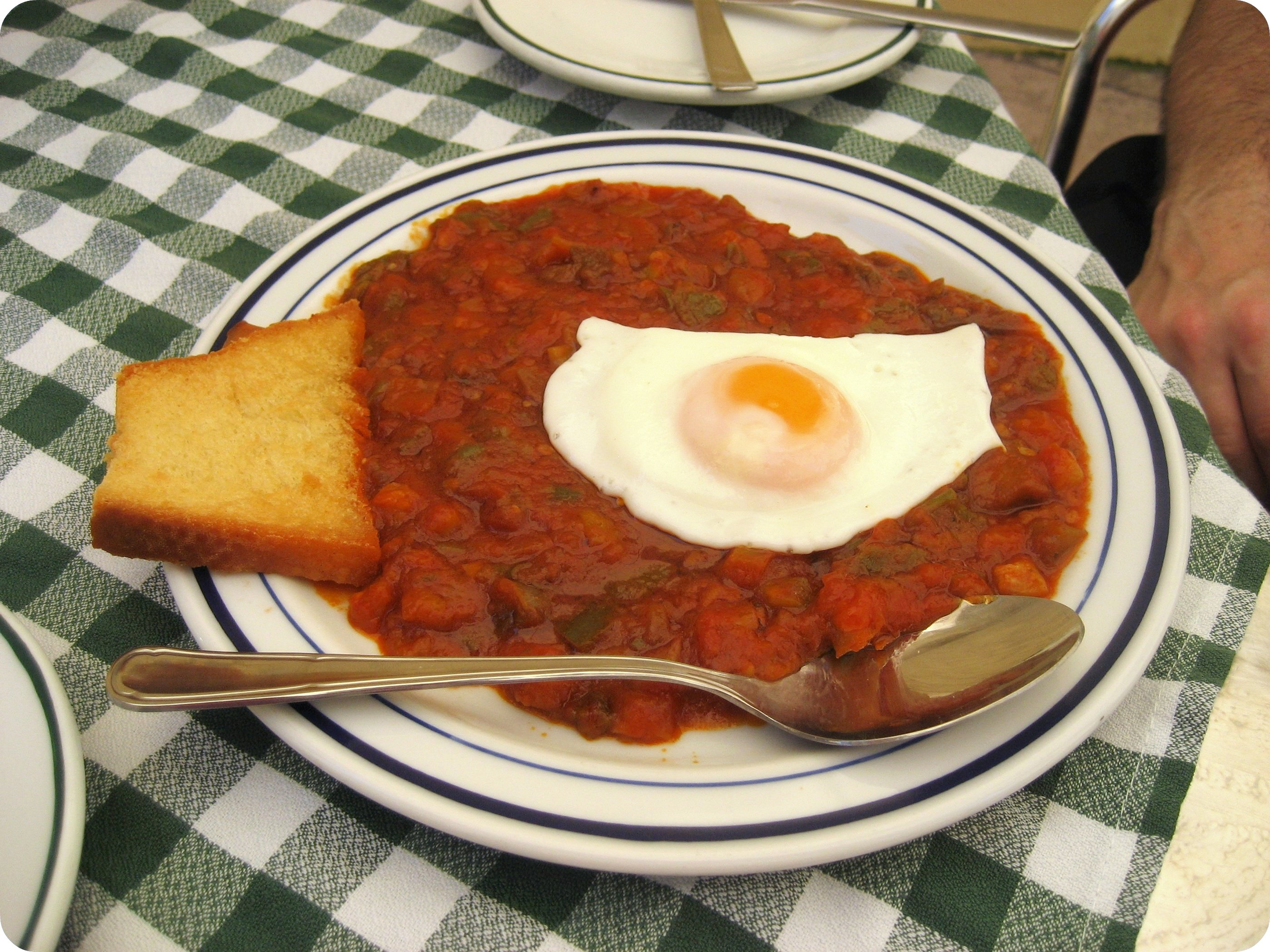
Pisto manchego et œuf frit.
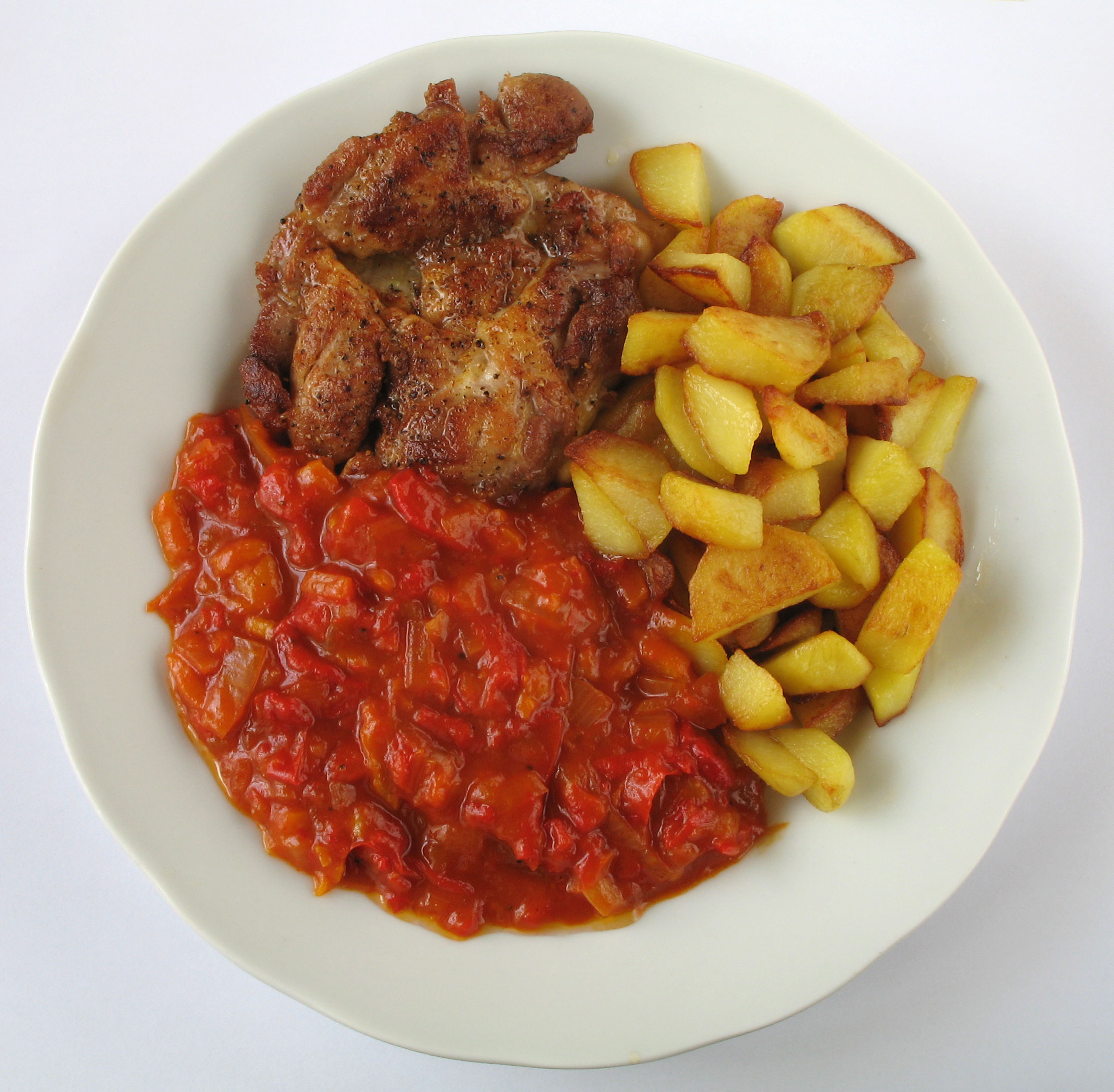
Lecsó.

La version croate et serbe nommée đuveč contient des haricots verts et du riz. En Turquie, la ratatouille est présentée farcie dans une aubergine sous le nom d’İmam bayıldı (traduction : « L'imam s'est pâmé »). La chakchouka d'Afrique du Nord est également proche.

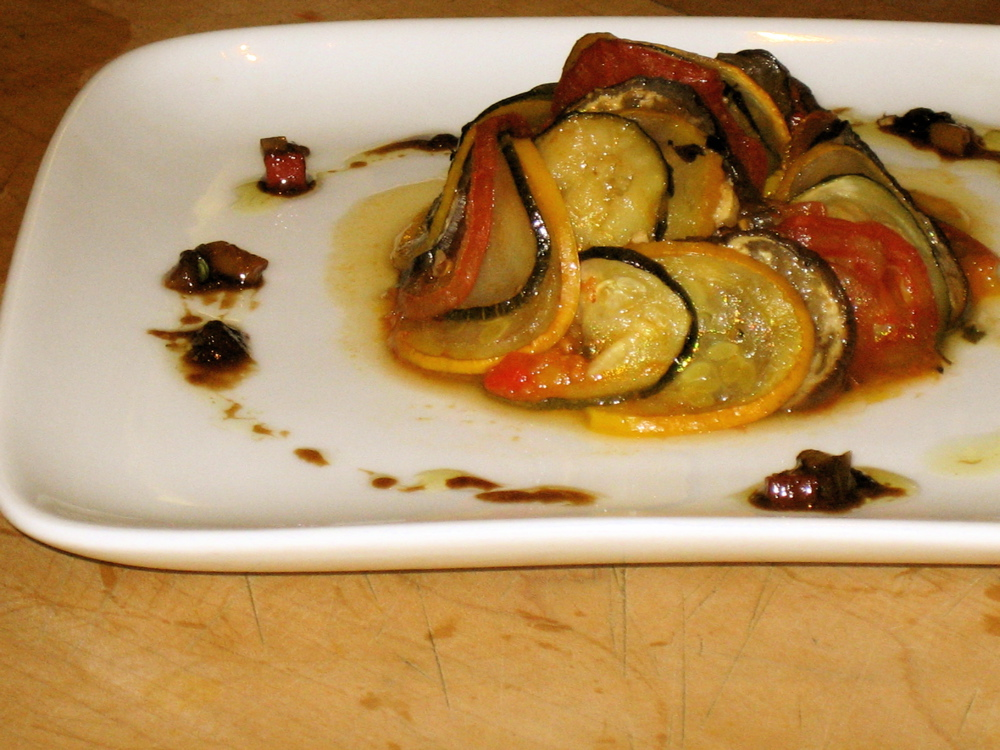
Confit byaldi des chefs Michel Guérard et Thomas Keller du film Ratatouille. en 2007.

## Au cinéma
- 2007 : Ratatouille de Brad Bird et Pixar Animation Studios. Le chef Thomas Keller popularise dans ce film une variation contemporaine, le confit byaldi, du chef Michel Guérard.